# 仲満
仲 満（じょん まん 1984年2月28日- ）は中国江蘇省南通市出身のフェンシング選手。種目はサーブル。

## 経歴
陸上競技とバスケットボールをしていたが、背が高く体のバランスが良いことを買われてフェンシングのコーチにスカウトされて競技を始めた。
2008年、北京オリンピックの男子サーブル個人では決勝でフランスのニコラ・ロペスを15-9で破り、金メダルを獲得した。
中国の男子選手がオリンピックのフェンシング競技では金メダルを獲得したのは初めてのことであった。女子も含めた中国選手としては1984年のロサンゼルスオリンピックでの欒菊傑以来2人目の金メダルであった。